# Ка-Фарсетти
Ка-Фарсетти, или Палаццо Дандоло Фарсетти (итал. Ca' Farsetti, Palazzo Dandolo Farsetti) — дворец в Венеции на Гранд-канале в сестиере (районе) Сан-Марко. Расположен недалеко от моста Риальто. Построен после 1200 года и является одним из старейших зданий в городе. Вместе с соседним Ка-Лоредан здание c 1868 года является резиденцией муниципалитета города.

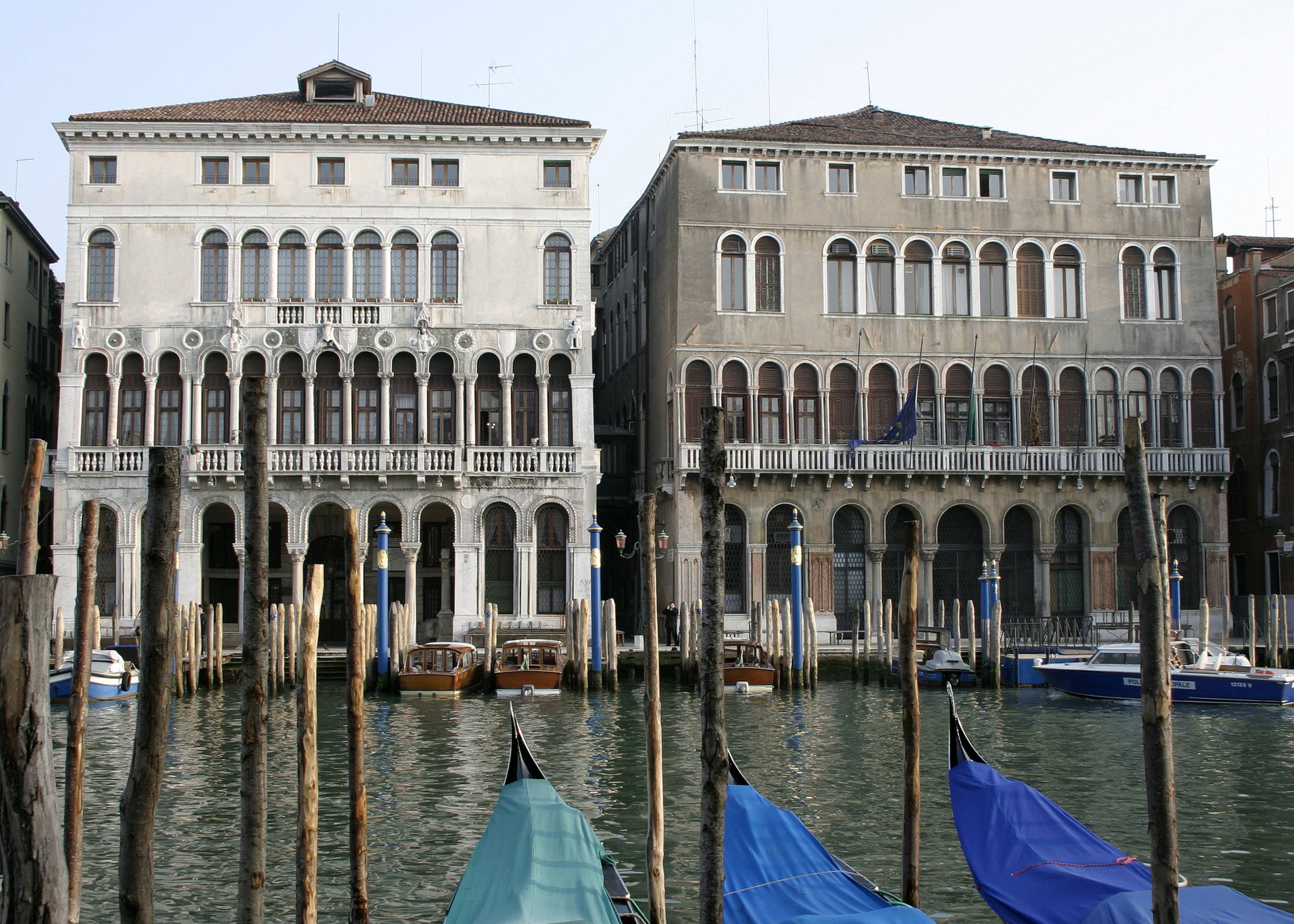
Ка-Фарсетти (справа), Ка-Лоредан (слева)

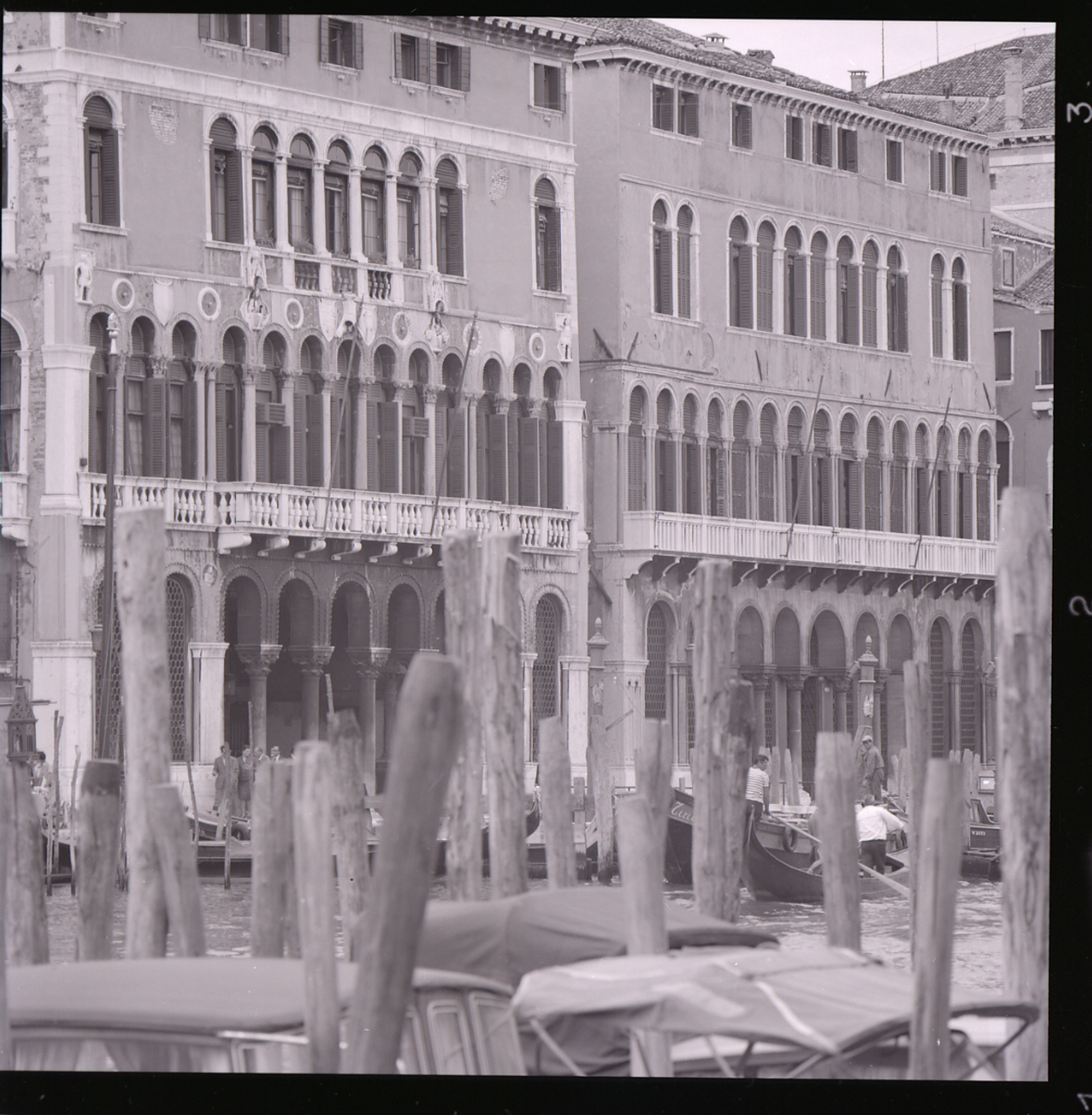
Ка-Фарсетти. Фотография П. Монти. 1969

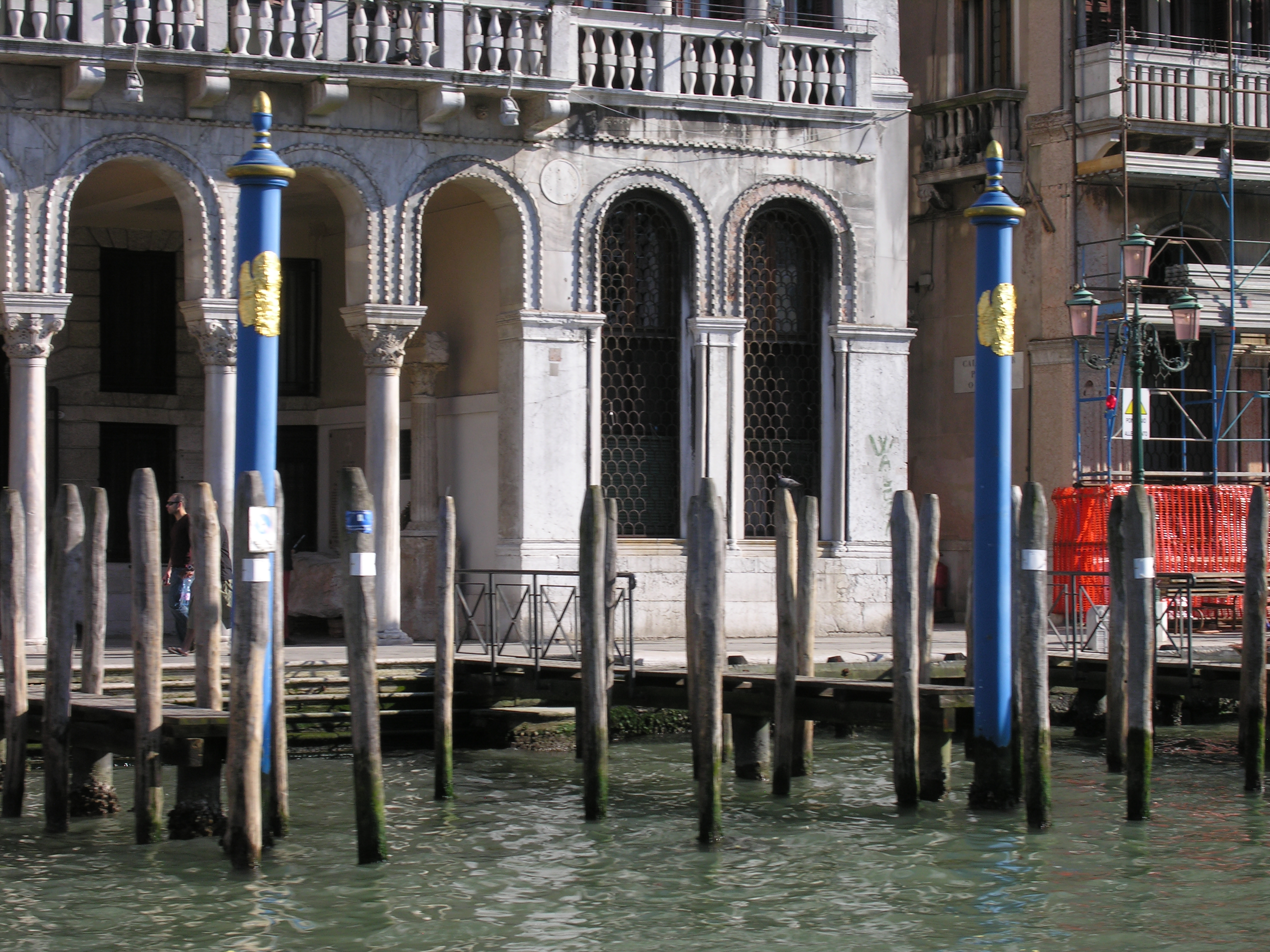
Лоджия первого этажа

## История
Дворец построен в XIII веке наследниками дожа Энрико Дандоло, одного из активных участников Четвёртого крестового похода. Согласно преданию, Энрико Дандоло приказал привезти в Венецию мрамор из Константинополя, который был завоёван во время Крестового похода, чтобы использовать его для своего палаццо. На парадной лестнице (scalone d’onore) 21 июля 1827 года был вмурован камень с надписью: «Enrico Dandolo, conquistatore di Costantinopoli, questo palazzo volle eretto — 1203» (Энрико Дандоло, завоеватель Константинополя, решил построить этот дворец — 1203).
В период 1440—1445 годов прокуратор Федериго Контарини приобрёл дом за 7666 дукатов со всеми лавками и квартирами, появившимися в предыдущее время. Вначале здание имело всего два этажа. Контарини добавил ещё два этажа. В результате пожара, произошедшего в 1524 году, дворец был почти полностью разрушен.
10 января 1670 года дворец был приобретён семьёй Фарсетти за 22 000 дукатов. После смерти Филиппо Винченцо Фарсетти в 1774 году дом перешёл к младшей линии рода в лице Даниэле Филиппо Фарсетти. Сын последнего Антонио, оказавшись в долгах, в 1788 году закрыл располагавшуюся в здании художественную галерею и стал распродавать картины. В 1804 году он бежал от кредиторов в Россию, оставив свою жену Елену Андриану да Понте. В 1808 году дворец был выкуплен на аукционе Андрианой да Понте. Какое-то время в здании располагался отель «Великобритания», но в 1826 году он был продан администрации Венеции, которая со следующего года стала использовать палаццо в качестве муниципальной резиденции вплоть до настоящего времени.

## Архитектура
Фасад палаццо имеет традиционную для подобных зданий симметричную композицию с лоджией первого этажа, выходящей прямо к воде и закрытой пятью арками. Фасад конструктивно аналогичен соседнего зданию Ка-Лоредан, с которым Ка-Фарсетти соединяется «эстакадой».
Фасад имеет простой, даже суровый вид, соответствующий характеру средневекового здания в «византийско-венецианском стиле» (bizanto-veneto). В начале XVIII века венецианский архитектор Андреа Тирали построил внутри палаццо большую лестницу. В 1838 году количество мансардных окон увеличилось с девяти до одиннадцати, чтобы соответствовать расположению окон этажом ниже. С 1871 по 1874 год предпринимались попытки восстановить первоначальный облик палаццо. На главном фасаде были убраны балконы, горизонтальные членения окон и аркад первого этажа. Первый этаж был облицован мрамором.

## Художественная коллекция и Академия Фарсетти
В 1760-х годах владелец здания, знаменитый коллекционер произведений искусства и меценат Филиппо Винченцо Фарсетти разместил в нём выдающуюся художественную коллекцию, которая получила название «Коллекция Фарсетти». В 1766 году на основе этой коллекции в палаццо был организован филиал Венецианской академии, где студенты могли не только слушать лекции, но и изучать историю искусства непосредственно на экспонатах, а также пользоваться выдающейся библиотекой. В Академии Фарсетти обучались многие художники, ставшие впоследствии знаменитыми, например молодой Антонио Канова. С 1755 года палаццо стал открытым для всех желающих: художников, простых горожан и иностранных приезжих, среди которых был Иоганн Вольфганг фон Гёте.
Скульптурная часть коллекции включала 253 гипсовых слепка классических и современных скульптур (статуи, бюсты, головы, барельефы). Папа Бенедикт XIV дал Фарсетти разрешение снимать гипсовые копии с наиболее известных статуй античности и нового времени из собрания Ватикана. Оригиналы для слепков искали по всей Италии, а также в Испании, Франции, Англии.
В раздел живописи вошли копии, сделанные маслом Луиджи Поцци с фресок, выполненных в Рафаэлем в Ватикане и Аннибале Карраччи в Палаццо Фарнезе. В коллекции были также картины голландских и фламандских живописцев, в частности Рембрандта, Питера Пауля Рубенса и Антониса ван Дейка, итальянских мастеров: Тициана, Антонио да Корреджо, Сальватора Роза, Гверчино, Тинторетто, Андреа дель Сарто, Алессандро Маньяско, Пьетро да Кортона и многих других.
Коллекция Фарсетти приобрела европейскую известность. В Санкт-Петербургском Эрмитаже есть несколько боццетти (эскизы из гипса или терракоты, созданные скульпторами для последующего перевода в твёрдые материалы), происходящих из коллекции Филиппо Фарсетти. Российский император Павел I в 1800 году приобрёл коллекцию Фарсетти (перевод в Санкт-Петербург был завершён в 1805 году при императоре Александре I). Граф А. С. Строганов, в 1800—1811 годах президент Императорской Академии художеств в Санкт-Петербурге, коллекционер и меценат, назвал собрание Фарсетти «славной коллекцией скульптурных произведений». В феврале-мае 2006 года в Эрмитаже проходила выставка «„Славная коллекция скульптурных произведений“. Собрание Фарсетти в Италии и России».